# Niedersächsische Kraftwerke
Die Niedersächsische Kraftwerke AG (Nike) war ein regionaler Energieversorger mit Sitz in Osnabrück. 

## Geschichte
Die Nike wurde im April 1912 mit Sitz in Osnabrück gegründet. An der Gründung waren die Berliner Unternehmen Gesellschaft für elektrische Unternehmungen („Gesfürel“) und die Elektrische Licht- und Kraftanlagen-AG  (Elikraft) mehrheitlich beteiligt. Die Nike übernahm das Kraftwerk der Hannoverschen Kolonisations- und Moorverwertungs-Gesellschaft im Schwegermoor und baute außerdem das noch 1912 in Betrieb genommene Nike-Kraftwerk Ibbenbüren der Nähe des dortigen Steinkohle-Bergwerks.
Die RWE erwarb die Aktien der Nike ab 1920, womit die RWE erstmals auch die Energieversorgung in Teilen von Niedersachsen übernahm. Auch nachdem die RWE Alleinaktionär geworden war, blieb die Nike als reine Mantelgesellschaft erhalten. 2003 ging die Nike in der RWE Westfalen-Weser-Ems auf.